# Agelasta bimaculata
Agelasta bimaculata är en skalbaggsart som beskrevs av Stefan von Breuning 1938. Agelasta bimaculata ingår i släktet Agelasta och familjen långhorningar. Inga underarter finns listade i Catalogue of Life.